# 갈비사이정맥
갈비사이정맥(intercostal veins) 또는 늑간정맥(肋間靜脈)은 갈비뼈 사이의 공간인 갈비사이공간의 혈액을 운반하는 여러 개의 정맥들이다.
갈비사이정맥은 다음과 같이 나뉜다.
- 앞갈비사이정맥
- 뒤갈비사이정맥
  - 맨위갈비사이정맥으로 합류하는 뒤갈비사이정맥 - 첫째 갈비사이공간
  - 위갈비사이정맥으로 합류하는 뒤갈비사이정맥 - 둘째, 셋째, 넷째 갈비사이공간. 위갈비사이정맥은 홀정맥으로 합류한다.
  - 홀정맥으로 직접 합류하는 뒤갈비사이정맥 - 다섯째부터 열한째 갈비사이공간.
  - 갈비밑정맥 - 열두째 갈비뼈 밑의 정맥으로 홀정맥으로 합류한다.

## 같이 보기
- 갈비사이신경